# かくも長き不在
『かくも長き不在』（かくもながきふざい、Une aussi longue absence）は、1961年のフランスのドラマ映画。同年ルイ・デリュック賞及び第14回カンヌ国際映画祭でパルム・ドールを受賞している。
主題歌は「三つの小さな音符」（作詞：アンリ・コルピ、作曲：ジョルジュ・ドルリュー、歌：コラ・ヴォケール）である。
日本では1964年に公開され、キネマ旬報の「外国映画ベスト・ワン」に選出された。VHS版およびレーザーディスク版は発売されたことがあるものの、その後20余年、DVD化はされていなかったが、2018年3月23日に初めてDVDおよびBlu-rayが発売された。

## ストーリー
パリ郊外でカフェを営むテレーズはある日、店の前を通る浮浪者に目を止める。その男は16年前にゲシュタポに強制連行され、行方不明になった彼女の夫アルベールにそっくりであった。テレーズはその男とコンタクトをとるが、その男は記憶喪失だった。
男の後を尾行し、男と言葉を交わし「もしや」という気持ちが確信に変わっていく。アルベールの叔母と甥を呼んで会わせたものの決定的な確証は得られなかった。
ある夜、男を招いて晩餐をし、ダンスをし、彼女は幸福な記憶に涙するが、記憶を呼び戻せない男は背を向けて立ち去ろうとする。彼女も、一部始終を窺っていた近所の人たちも「アルベール」と呼ぶが、男は一瞬立ち止まった後、脱兎の如く逃げ出しトラックの前へ。
テレーズは気を失い、気が付くと「彼は無事で、どこかへ行ってしまったらしい」と聞く。テレーズは「冬を待つわ。寒くなったら戻るかも知れない」と呟く。

## キャスト
- テレーズ・ラングロワ: アリダ・ヴァリ
- 浮浪者: ジョルジュ・ウィルソン
- フェルナンド: シャルル・ブラヴェット（フランス語版）
- ピエール: ジャック・アルダン（フランス語版）

## 書籍（日本語訳）
- マルグリット・デュラス／ジェラール・ジャルロ『かくも長き不在』阪上脩訳、ちくま文庫、1993年
- 元版『ヒロシマ 私の恋人／かくも長き不在』筑摩書房、1970年、新装版1985年
  - 前者はマルグリット・デュラス、清岡卓行訳